# 黒田和也
黒田 和也（くろだ かずや）は、日本のアニメーター、キャラクターデザイナー、イラストレーター。

## 人物紹介
ガイナックス出身。『トップをねらえ!』や『ふしぎの海のナディア』などの動画や原画を担当した後、フリーランスへ転身。ゴンゾに机を構えてキャラクターデザインを担当した『ヴァンドレッド』では、ガイナックス時代に培われた絵柄に『ゲートキーパーズ』で後藤圭二から受けた影響が加わり、流麗かつ妖艶なタッチとなって描かれた女性キャラクターがファンの注目を集め、人気に火が点く。それゆえに黒田の思い入れも深く、後に総集編『ヴァンドレッド 激闘篇』では女性キャラクター達の入浴シーンの原画を担当するも製品版で大量の湯気によって隠された際、自身の同人誌『しまほっけ5』でそれについての不満を述べたほどである。
上記の作品の他、『BugBug』の表紙絵原画を1998年から20年近くに渡り、担当し続けていることでも知られる。それによる人気も相俟って、キャラクターデザイン・作画監督に起用された初の18禁作品であるアダルトアニメ版『そらのいろ、みずのいろ』上巻は、累計1万本以上の大ヒットとなった。

## 主な作品

### テレビアニメ
- ふしぎの海のナディア：動画、原画
- 幽☆遊☆白書：原画
- 美少女戦士セーラームーンS：作画監督
- 無責任艦長タイラー：原画
- 新世紀エヴァンゲリオン：原画
- VS騎士ラムネ&40炎：アニメーションキャラクターデザイン、作画監督
- マスターモスキートン'99：キャラクターデザイン
- ゲートキーパーズ：アニメーションディレクター
- ヴァンドレッド：キャラクターデザイン、総作画監督[1]
- ヴァンドレッド the second stage：キャラクターデザイン、総作画監督
- クロノクルセイド：キャラクターデザイン、総作画監督
- 最終兵器彼女：原画
- 超重神グラヴィオン：原画
- LOVE♥LOVE?：原画
- らいむいろ戦奇譚：原画[2]
- 怪物王女：キャラクターデザイン、総作画監督
- 狼と香辛料：キャラクターデザイン、総作画監督
- ファイト一発! 充電ちゃん!!：原画
- 聖痕のクェイサーII：EDアニメーション原画
- RAIL WARS!：作画監督
- 聖剣使いの禁呪詠唱：作画監督
- 刀使ノ巫女：作画監督
- ゾイドワイルド：作画監督
- えんどろ〜!：作画監督
- おーばーふろぉ：総作画監督
- じみへんっ!!〜地味子を変えちゃう純異性交遊〜：キャラクターデザイン、総作画監督
- 終末のハーレム：作画監督
- 異世界迷宮でハーレムを：作画監督
- ハーレムきゃんぷっ!：キャラクターデザイン、総作画監督
- 悶えてよ、アダムくん：総作画監督

### OVA
- トップをねらえ!：動画
- THE八犬伝：原画
- 1982 おたくのビデオ：原画
- 1985 続・おたくのビデオ：原画
- 装甲巨神Zナイト：原画
- 帝都物語 第一部 魔都篇：原画
- 今日から俺は!!：原画
- 紅狼：作画監督、原画
- 精霊使い：原画
- マクロス ダイナマイト7：OP/EDアニメーション
- 同級生2：第10章/第11章パッケージ原画
- ファイアーエムブレム 紋章の謎：原画
- マスターモスキートン：作画監督、作画監督補、原画
- サクラ大戦 桜華絢爛：キャラクターデザイン
- 真ゲッターロボ 世界最後の日：原画
- サクラ大戦 轟華絢爛：キャラクターデザイン
- ひぐらしのなく頃に礼：キャラクターデザイン
- あきそら：キャラクターデザイン、総作画監督
- あきそら 〜夢の中〜：キャラクターデザイン、総作画監督
- 萌えCanちぇんじ!：キャラクターデザイン

### アダルトアニメ
- 放課後マニア倶楽部 -濃いの欲しいの-：パッケージ原画、ポスター原画
- そらのいろ、みずのいろ：キャラクターデザイン、上巻作画監督
- 15美少女漂流記：キャラクター原案
- プリンセスラバー!：キャラクターデザイン、作画監修

### 劇場アニメ
- 月光のピアス ユメミと銀のバラ騎士団：原画
- 幽☆遊☆白書 冥界死闘篇 炎の絆：原画
- 天地無用! TENCHI MUYO in LOVE：作画監督

### ゲーム
- ゲートキーパーズ：作画監督
- アキバ系彼女：応援テレホンカード原画　※18禁

### イラスト
- セイバーマリオネットR：小説版挿絵
- BugBugシリーズ
  - BugBug：表紙絵原画
  - DVD BugBug：VOL.5表紙絵『そらのいろ、みずのいろ』原画
  - DVD BugBug 極：VOL.1表紙絵『プリンセスラバー!』原画
- スターズ・オブ・ヘブン：トレーディングカード原画
- ミストラルージュ：トレーディングカード原画　※2枚
- とらのあな2006冬の大感謝祭：トレーディングカード原画　※シークレット2種
- ワルキューレ ロマンツェ：表紙

## 同人活動
個人サークル『しまほっけ』
コミックマーケットのみに参加。サークル名と同名の同人誌に、これまで仕事で描いてきた原画や『しまほっけ』専用に描き下ろしたカラーグラビアなどを収録している。2011年現在、『しまほっけ1』から『しまほっけ13』までの13冊と、『しまほっけ』各巻の描き下ろしカラーグラビアを再録及びその原画を収録した増刊『しまほっけから〜ず1』と『しまほっけから〜ず2』の、計15冊を刊行済み。
以下は各巻に収録された主な作品名と簡単な詳細。「※」の付いているものは、過激な本編修正原画や描き下ろしカラーグラビアが収録内容の多数を占めるため、成人向けとなっている。
しまほっけ
1. 『ヴァンドレッド』
2. 『ヴァンドレッド』、『ヴァンドレッド胎動篇』
3. 『ヴァンドレッド the second stage』
4. 『ヴァンドレッド the second stage』、『BugBug』
5. 『ヴァンドレッド激闘篇』、『超重神グラヴィオン』
6. 『クロノクルセイド』、『放課後マニア倶楽部』、『BugBug』、『らいむいろ戦奇譚』
7. 『クロノクルセイド』、『放課後マニア倶楽部』
8. 『そらのいろ、みずのいろ』上巻、『BugBug』
9. 『そらのいろ、みずのいろ』上巻　※
10. 『そらのいろ、みずのいろ』上巻、『ヴァンドレッド コンプリートDVD-BOX』　※
11. 『狼と香辛料』
12. 『狼と香辛料』、『あきそら』　※
13. 『プリンセスラバー!』、『あきそら 〜夢の中〜』 ※

しまほっけから〜ず
1. 『しまほっけ1』から『しまほっけ5』の表紙とカラーグラビアとその原画
2. 『しまほっけ6』から『しまほっけ9』の表紙とカラーグラビアとその原画、『怪物王女』の描き下ろしカラーグラビア、『そらのいろ、みずのいろ』の描き下ろしカラーグラビア　※